# ارمان-لوئی دو گنتو بیرون
ارمان-لوئی دو گنتو بیرون (به فرانسوی: Armand-Louis de Gontaut-Biron, duc de Lauzun) سرباز و سیاست‌مدار قرن هجدهم میلادی اهل فرانسه است.